# Echinocereus pulchellus
Echinocereus pulchellus  es una especie de planta fanerógama de la familia Cactaceae. Es endémica de Hidalgo, Nuevo León, Oaxaca, Puebla, Querétaro, San Luis Potosí y Zacatecas en México . Es una especie común que se ha extendido por todo el mundo.

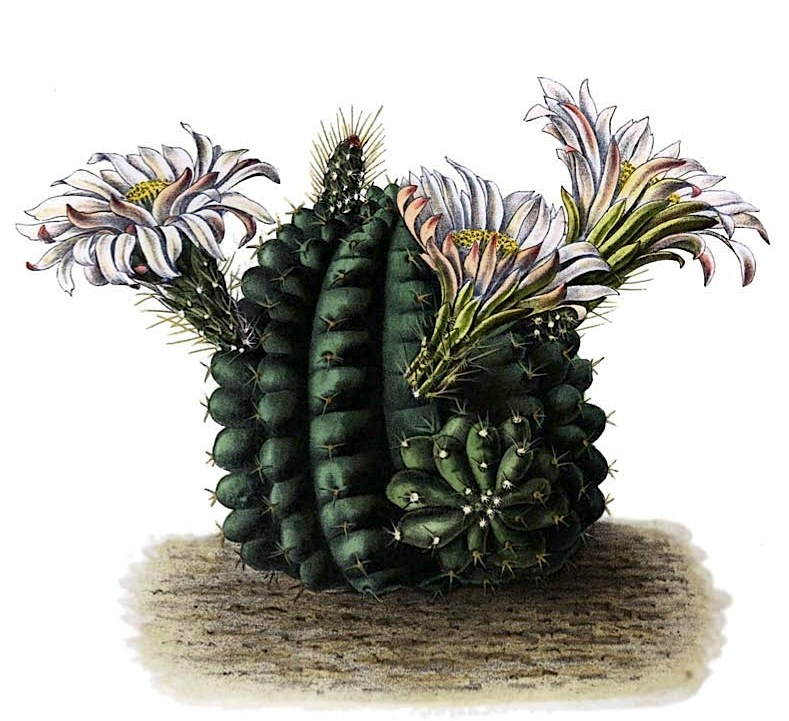
Ilustración

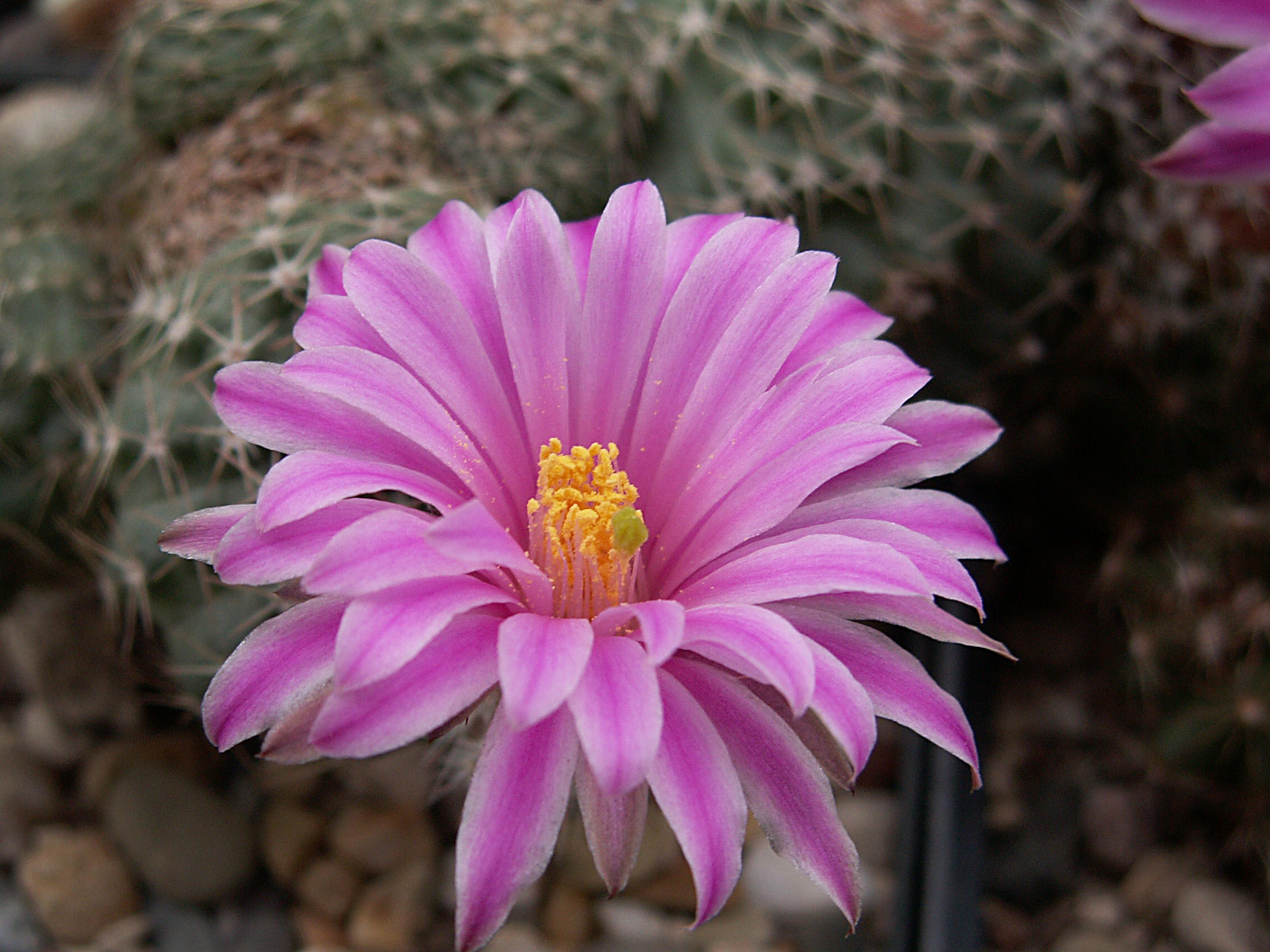
Planta con flor

## Descripción
Echinocereus pulchellus, plantas de 2.5-13 cm de diámetro, casi enterradas, simples o algo cespitosas. Tallos obovados, subglobosos, de color verde olivo glauco. Costillas 9 a 17, obtusas, algo tuberculadas.  Raíz napiforme. Aréolas pequeñas con separación ente ellas de 4-9 mm. Espinas 3 a 11, de 1-10 mm de largo, todas radiales, amarillentas o blanquecinas, pardas en la madurez, caducas. Flores de 3 a 7 cm de diámetro infundibuliforme. Tubo receptacular de 0.8-2.5 cm de largo y 1.8-2.5 cm de ancho, tépalos 2-3 series poco evidentes, 1.5-3.8 cm largo, 0.3-1.0 cm ancho, lineares a lanceolados, ápice acuminado, verdes con una franja media rosada, púrpura o blanca. Sus frutos son esféricos, semisecos en la madurez. Presenta una amplia distribución en México teniendo registros en 8 estados; Zacatecas, Aguascalientes, Jalisco, San Luis Potosí, Nuevo León, Hidalgo, Puebla y Oaxaca. Su hábitat preferido, es en llanuras cubiertas de hierba a partir los 1800 m s.n.m. hasta los 2000 m s.n.m.

## Taxonomía
Echinocereus pulchellus fue descrita por (Mart.) K.Schum. y publicado en Das Pflanzenreich 3(6a): 185. 1894.
Etimología
Echinocereus: nombre genérico que deriva del griego antiguo: ἐχῖνος (equinos), que significa "erizo", y del latín cereus que significa "vela, cirio", donde se refiere a sus tallos columnares erizados.
pulchellus: epíteto latino que significa "preciosa"
Variedades aceptadas:
- Echinocereus pulchellus subsp. acanthosetus (S.Arias & U.Guzmán) W.Blum
- Echinocereus pulchellus subsp. sharpii (N.P.Taylor) N.P.Taylor
- Echinocereus pulchellus subsp. weinbergii (Weing.) N.P.Taylor

Sinonimia
- Echinocactus pulchellus
- Echinopsis amoenus
- Echinocereus amoenus
- Echinocereus weinbergii